# Hector Gottfried Masius
Hector Gottfried Masius, född den 13 april 1653 i Schlagsdorf i Mecklenburg, död den 20 september 1709, var en tysk-dansk luthersk teolog. 
Masius ungdomsliv och teologiska utbildning ägde rum i Tyskland och Nederländerna, där han studerade vid olika universitet (Giessen, Leyden, Utrecht), men hans mandomsgärning utövades i Danmark. Hans mor var nämligen syster till hovprästen i Köpenhamn Johan Bremer. År 1670 vistades Masius en kortare tid i Köpenhamn, kom senare tillbaka, predikade i Sankt Petri kyrka och knöt där förbindelser, som blev avgörande för hans framtid. År 1682 begav han sig som dansk beskickningspräst till Paris och upplevde där upphävandet av det nantesiska ediktet; 1686 vände han tillbaka som hovpredikant och professor i teologi. I Danmark reste han en strid mot de reformerta, i det han ledde kungamaktens uppmärksamhet på, att dessa hyllade folksuveräniteten och därför var politiskt farliga personer. Detta förde till en häftig strid med reformerta teologer runt om i Europa, i vilken strid han stöttades av sin älsklingslärjunge, den lärde Søren Lintrup. Hans viktigaste motståndare var den berömde rättsfilosofen Christian Thomasius i Halle; dennes kvicka motskrift gjorde Masius så upprörd, att han övertalade kungen till att låta bränna den offentligt av bödeln som skandalskrift och begära dess författare bestraffad, vilket kurfurst Fredrik Vilhelm av Brandenburg dock inte ville ge sig in på; tvärtemot krävde han, att kungen skulle straffa sin hovpräst. Striden förde till, att de reformertas ställning i Danmark förvärrades, och det utfärdades förbud för unga danska adelsmän att vistas vid kalvinska universitet. Efter att Masius, som genom sitt äktenskap hade uppnått stora rikedomar, var död, blev hans barn upptagna i den danska adeln under namnet von der Maase.